# Izák I. Komnenos
Izák I. Komnenos (1005–1061 v Konstantinopoli) byl byzantským císařem v letech 1057 až 1059 a prvním a nejspíše i posledním vládnoucím členem pocházejícím z dynastie Komnenovců.
Byl synem Manuela Komnena Erotika, který sloužil jako důstojník u císaře Basileia II. Na smrtelné posteli svěřil Manuel do císařovy péče své dva syny, Izáka a Jana. Basileios je dal vzdělat do studijského kláštera a po dovršení dospělosti je povýšil do vysokých státních funkcí. Během neklidného období panování sedmi Basileiových nástupců si Izák dokázal svým moudrým chováním získat důvěru vojska. V letech 1042 až 1057 působil jako velitel armády v Malé Asii. V roce 1057 povstal v Paflagonii proti Michaelovi VI., který ho při jedné audienci hrubě urazil. S podporou, které se mu dostalo ze strany představitelů maloasijské aristokracie, Michaela přemohl a nastoupil na trůn v Konstantinopoli. Patriarcha Michael Kerularios ho pak 1. září 1057 korunoval císařem, čímž Izákově uzurpaci dodal háv legitimity.
První starostí nového císaře bylo odměnit své spolubojovníky tituly a úřady, které by je dostatečně vzdálily z hlavního města. Dále také hodlal napravit rozvrácené státní finance, přičemž nechal zrušit četná osvobození daní a dary udělené jeho předchůdci zahálčivým dvořanům. Současně si chtěl zajistit podíl na důchodech bohatých církevních statků, tím si ale proti sobě popudil patriarchu. Aby předešel jeho výtkám ze svatokrádeže, dal Kerularia na podzim roku 1058 poslat do vyhnanství. Izák podnikl v době své vlády jediné vojenské tažení a to proti uherskému králi Ondřejovi I. a proti Pečeněgům, kteří začali opět pustošit severní hranice říše. Po uzavření míru s Uhrami se vrátil do Konstantinopole, kde však byl stižen nemocí, o níž se domníval, že je smrtelná. Této situace využili dvořané vedení Michaelem Psellem, který Izáka přiměl k tomu, aby určil Konstantina Duku za svého nástupce, čímž byl vyloučen Izákův vlastní bratr Jan Komnenos. Izák navzdory přání svého bratra a své manželky, císařovny Kateřiny, 22. listopadu 1059 abdikoval. Pak společně se svojí ženou a dcerou vstoupil do kláštera. Skutečným zakladatelem komnenovské dynastie se tak stal teprve Izákův synovec Alexios.
Třebaže Izák se za nějaký čas opět uzdravil, netoužil již získat zpět trůn, nýbrž se odebral do studijského kláštera, kde jako mnich strávil poslední dva roky svého života studiem literatury. Zemřel někdy na přelomu let 1060 a 1061. Izákovým velkým cílem byla obnova dřívější přísné státní správy a posílení vojska. Jeho reformy, ačkoliv neoblíbené u aristokracie a duchovenstva a nepochopené u prostého lidu, nepochybně oddálily definitivní zánik byzantské říše.